# Крістіана Шарлотта Вюртемберг-Віннентальська
Крістіана Шарлотта Вюртемберг-Віннентальська (нім. Christiane Charlotte von Württemberg-Winnental; 20 серпня 1694 — 25 грудня 1729) — представниця німецької знаті з Вюртемберзького дому, донька герцога Вюртемберг-Вінненталь Фрідріха Карла та Елеонори Юліани Бранденбург-Ансбаської, дружина маркграфа Бранденбург-Ансбахського Вільгельма Фрідріха, регентка при неповнолітньому синові Карлі Вільгельмі у 1723—1729 роках.

## Біографія
Крістіана Шарлотта народилась 20 серпня 1694 року. Вона була молодшою, сьомою, дитиною в родині герцога Вюртемберг-Вінненталь Фрідріха Карла та його дружини Елеонори Юліани Бранденбург-Ансбаської. На момент її народження живими залишались четверо її старших братів: Карл Александр, Генріх Фрідріх, Максиміліан Емануель та Фрідріх Людвіг. Батько помер, коли дівчинці було чотири роки.

У 1709 15-річна Крістіана Шарлотта пошлюбилась із своїм кузеном Вільгельмом Фрідріхом Бранденбург-Ансбахським. Весілля відбулося 28 серпня у Штутгарті. Матір нареченої наступного року також переїхала до Ансбаху. У подружжя народилося троє дітей.

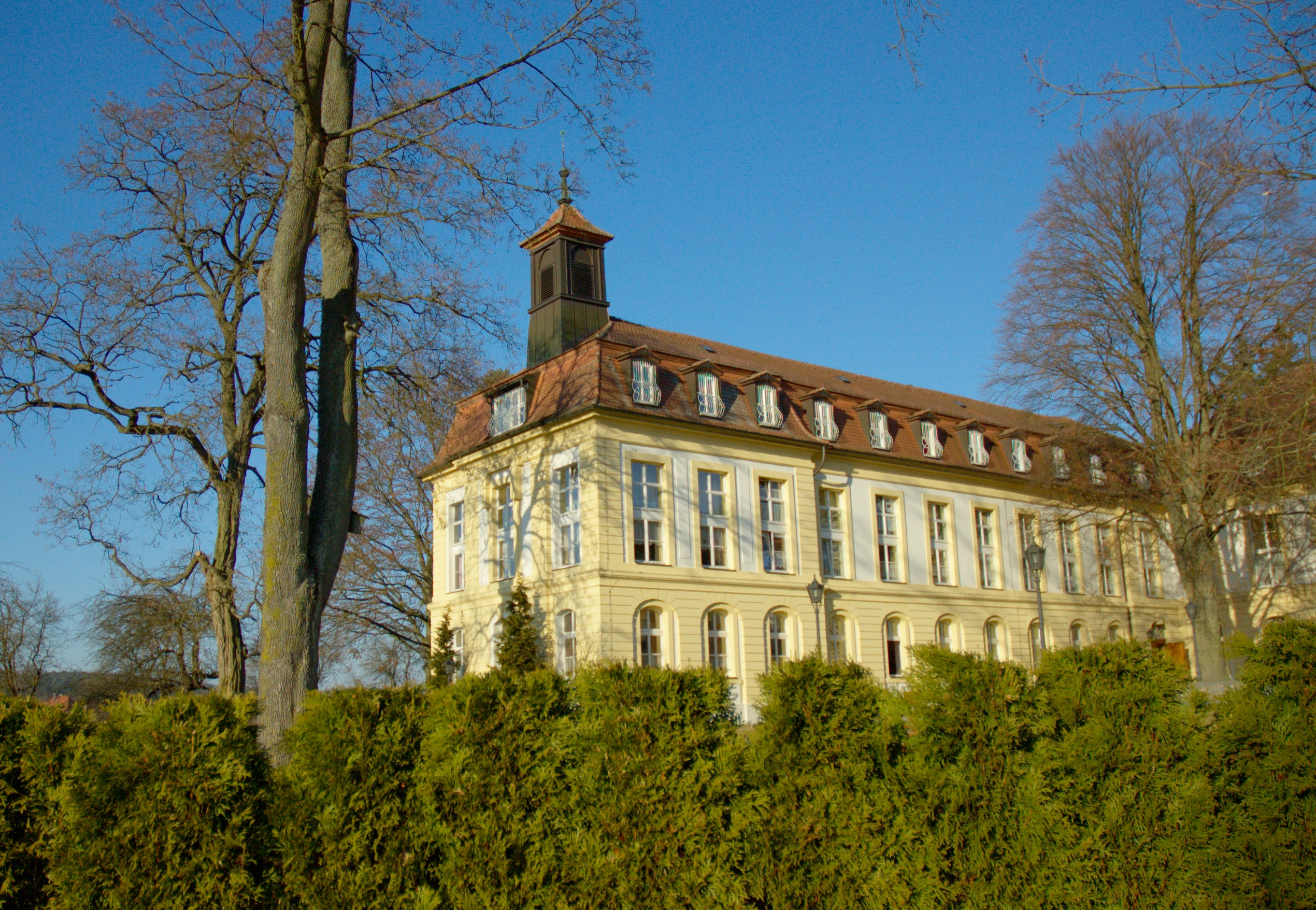
Палац Брукберг

Невдовзі після народження старшого сина у 1712 Вільгельм Фрідріх придбав Унтеррейхенбахський замок, який перетворив на мисливську резиденцію. Після народження другого маркграф викупив замок Брукберг із прилягаючими селищами Рекерсдорф і Штайнбах, маючи намір зробити тут навчальний центр для принців, Проте молодший син наступного року помер. Та Карл Вільгельм від 1717 до 1724 таки здобував у Брукберзі освіту.
Вільгельм Фрідріх помер на початку 1723 року. Крістіана Шарлотта стала регенткою при малолітньому Карлі Вільгельмі.
На Різдво 1729 року 35-річна Крістіана Шарлотта залишила цей світ. На даний час її тіло перебуває у склепі маркграфів у церкві святого Губерта в Ансбаху.

## Родина
Чоловік — Вільгельм Фрідріх, маркграф Бранденбург-Ансбахський
Діти:
- Карл Вільгельм Фрідріх (1712—1757) — маркграф Бранденбург-Ансбахський, кавалер Ордену Підв'язки, був одружений із пруською принцесою Фредерікою Луїзою, мав двох законних синів і чотирьох позашлюбних дітей від Єлизавети Вінклер Вюнш;
- Елеонора Вільгельміна Шарлотта (1713—1714) — померла немовлям;
- Фрідріх Карл (1715—1716) — помер немовлям.